# Патрік ван Леувен
Патрік ван Леувен (нід. Patrick van Leeuwen, нар. 8 серпня 1969, Ассен, Дренте, Нідерланди) — нідерландський футболіст і футбольний тренер.

## Ігрова кар'єра
Ван Леувен розпочав свою ігрову кар'єру в клубі «Спарта» (Роттердам), зігравши 16 матчів у вищому дивізіоні.
У 1994 році Ван Леувен підписав контракт з клубом «Гелмонд Спорт» з нижчих ліг, де у 27 років і завершив кар'єру.

## Тренерська кар'єра
Після завершення ігрової кар'єри був призначений тренером-координатором молодих кадрів «Феєнорда», одного з найуспішніших клубів Нідерландів.
2006 року ван Леувен був призначений помічником Генка ван Сте, який очолив академію «Шахтаря» (Донецьк) в Україні, а після відходу ван Сте у 2008 році ван Леувен став її керівником.
У березні 2013 року Патрік вирішив покинути донецький клуб і став директором казахстанської команди «Кайрат». З ван Леувеном команда фінішувала на другому місці в чемпіонаті, майже пройшла кваліфікацію до групового етапу Ліги Європи в сезоні 2015/16, поступившись у плей-оф французькому «Бордо», та двічі вигравала Кубок Казахстану. Наприкінці 2015 року ван Леувен залишив казахський клуб.
24 червня 2016 року Ван Левен приєднався до «Маккабі» (Тель-Авів), очоливши як виконавчий директор департамент молоді. Після відходу з команди тренера Владимира Івича в кінці сезону 2019/20 ван Левен виконував обов'язки головного тренера старшої команди до призначення нового тренера. За цей час він виграв разом із командою титул володаря Суперкубка Ізраїлю, перемігши «Хапоель» (Беер-Шева) із загальним результатом 4:0. У грудні 2020 року ван Леувен повернувся на тренерську посаду після звільнення Йоргоса Доніса. У 2020/21 під його керівництвом команда посіла друге місце в Прем'єр-лізі та виграла Кубок Ізраїлю.
28 червня 2022 року був призначений головним тренером українського клубу «Зоря» (Луганськ). Контракт уклали на 3 роки. Після успішного виступу луганського клубу в чемпіонаті України, у якому «Зоря» стала бронзовим призером, Патрік ван Леувен отримав запрошення стати головним тренером чемпіона країни — донецького «Шахтаря». Утім, у донецькому клубі нідерландець не затримався, і вже 16 жовтня, на 106-й день після призначення, яке офіційно відбулося 3 липня, його було звільнено. Таким чином, Ван Леувен встановив антирекорд серед постійних головних тренерів на чолі «Шахтаря» в історії клубу щонайменше за часів незалежності. При цьому цікаво, що останнім офіційним матчем ван Леувена на чолі «Шахтаря» став переможний матч у Лізі чемпіонів з «Антверпеном» на виїзді (3:2). Загалом на чолі «Шахтаря» ван Леувен провів 12 матчів в усіх турнірах, з яких 7 виграв, три зіграв унічию і два програв («Порту» і «Ворсклі»).
20 серпні 2024 року Патрік ван Леувен став головним тренером харківської першолігової команди «Металіст 1925», уклавши контракт на три роки. Тренеру була поставлена задача вивести клуб до Прем'єр-ліги. 18 травня 2025 року був відсторонений від посади.
9 червня 2025 року очолив футбольний клуб «Кривбас» (Кривий Ріг).

## Титули і досягнення
- Володар Суперкубка Ізраїлю: 2020
- Володар Кубка Тото: 2020
- Володар Кубка Ізраїлю: 2020/21
- Срібний призер чемпіонату Ізраїлю: 2020/21
- Бронзовий призер чемпіонату України: 2022/23